# اورل
اورل (به آلمانی: Oerel) یک شهر در آلمان است که در Geestequelle واقع شده‌است.
 اورل  ۱٬۸۴۶ نفر جمعیت دارد.